# Leymus aristiglumis
Leymus aristiglumis är en gräsart som beskrevs av Lian Bing Cai. Leymus aristiglumis ingår i släktet strandrågssläktet, och familjen gräs. Inga underarter finns listade i Catalogue of Life.